# Campañas de prevención contra el abuso infantil de Televisa
Las campañas de prevención contra el abuso infantil de Televisa titulados como Cuidate a tí mismo y Ojo mucho ojo —o tiempo después conocido sólo como Ojo mucho ojo— fue un segmento televisivo mexicano, emitido y lanzado por Televisa en 1988, en México, creado por Silvia Roche, misma quien también fuera la creadora de Odisea Burbujas, sirvió como ayuda para la prevención de los niños menores de edad que se encontraban en cierto peligro, debido al abuso de adultos hacia infantes.

## Origen y sipnosis
En una entrevista para un programa de televisión la creadora de la campaña Silvia Roche contó que la famosa campaña surgió tras el caso de un niño que fue robado afuera de una escuela primaria.

«“El señor Azcárraga me pidió que hiciera una campaña en la que sin mencionar la palabra sexo le pudiéramos dar a los niños el material para hacer frente a los peligros y no caer” 
 Silvia Roche.»

Trataba sobre ciertos tipos de situaciones, ya sean en la calle tipo familiares sobre los niños y un peligro aproximado en diferentes circunstancias en diferentes escenarios. 
Promocionada bajo diferentes comerciales que duraban aproximadamente un minuto de duración cada bloque comercial en los canales de Televisa: El Canal de Las Estrellas y Canal 5.
Diferentes personalidades de la época como Chabelo, La Chilindrina así como junto a El Chavo del Ocho, Tatiana, Cositas, Luis Miguel, César Costa, Zague, Luis García, Pedro Fernández y Edith González.
Bajo un siguiente lema emitido en los primeros comerciales: 

«"...A solas en lugar oculto y con alguien que te pide guardar el secreto JAMAS; Que no te de pena decir no! Y ojo mucho ojo!."»

Por lo que después se popularizó con la siguiente frase:

«"...Que no te de pena decir no! Cuidate, y recuerda tu vales mucho Y ojo mucho ojo!."»